# 林守信
林守信（1554年10月22日—1599年），字士孚，别號成寰，錦衣衛官籍浙江台州府太平縣人，明朝政治人物。

## 生平
隆慶四年（1571年）庚午科順天鄉試一百三十一名，萬曆十四年（1586年）丙戌科會試二百三十四名，登三甲第二百十一名進士。户部觀政，十五年授直隸江陰縣知縣，丁憂，十九年復除補山東潍縣知縣，二十二年升刑部主事，二十六年升员外、郎中，二十七年升江西撫州府知府，未任卒。

## 家族
曾祖林巒，錦衣武畧將軍，贈大中大夫光祿寺卿；祖父林鵬，曾任恩榮官，贈奉政大夫山東濟南府同知；父林悅，曾任貴州貴陽府知府乞恩致仕。嫡母劉氏（封宜人）；生母郭氏。严侍下。兄守爵（锦衣百户）。弟守廉（冠帶舍人）、守節、守倫。